# Юсуфов, Шамсулло Юсуфович
Шамсулло Юсуфович Юсуфов — советский хозяйственный, государственный и политический деятель.

## Биография
Родился в 1911 году в кишлаке Сангтуда. Член КПСС.
Образование высшее (окончил Центральную партшколу при ЦК КП Таджикистана)
До 1935 гг. — учитель начальной школы совхоза им. С. Кирова, первый секретарь местного райкома ЛКСМ Таджикистана.
- В 1935—1937 гг. — красноармеец.[1]
- В 1937—1942 гг. — директор центрального универмага Душанбе, заместитель директора Душанбинского горторга, директор Душанбинского горпромторга.[1]
- В 1942—1943 гг. — 2-й секретарь Железнодорожного райкома Компартии Таджикистана, секретарь Сталинабадского горкома Компартии Таджикистана.[1]
- В 1943—1947 гг. — председатель Сталинабадского горисполкома.[1]
- В 1947—1960 гг. — заместитель министра текстильной промышленности Таджикской ССР, председатель президиума Таджккоопсоюза, 1-й заместитель председателя Таджикпромсовета, заместитель председателя Сталинабадского горисполкома, управляющий делами ЦК Компартии Таджикистана.[1]
- В 1960—1974 гг. — заместитель начальника управления «Нуректаджикгидроэнергострой».[1]
- В 1974—1998 гг. — инженер-гидротехник в системе Таджэнерго.[1]

Избирался депутатом Верховного Совета Таджикской ССР 2-го и 5-го созывов.
Умер в 1998 году.